# Jan Mráz
Jan II Mraz (zm. przed 22 lipca 1403 r.) – czeski duchowny katolicki, biskup lubuski i ołomuniecki.
Zanim został biskupem lubuskim pełnił funkcję wikariusza generalnego diecezji praskiej. Około 1390 r. został biskupem merseburskim. Nie zdołał jednak objąć diecezji na skutek sprzeciwu kapituły katedralnej. Ostatecznie, dzięki wstawiennictwu króla czeskiego Wacława IV Luksemburskiego, został prekonizowany na biskupa lubuskiego. 15 listopada 1392 r. 20 lipca 1397 r. został ponownie przeniesiony na inne biskupstwo, tym razem do Ołomuńca.
Za jego pontyfikatu w diecezji lubuskiej przeprowadzone zostało śledztwo przeciwko heretyckim waldensom, któremu przewodniczył inkwizytor Piotr Zwicker z zakonu celestynów (1393–94).